# 체레토디스폴레토
체레토디스폴레토(이탈리아어: Cerreto di Spoleto)는 이탈리아 움브리아주 페루자도에 위치한 코무네다. 영어 단어인 charlatan가 이곳에서 뿌리를 두고 있다는 주장이 있다.

## 유명 인물
르네상스 인문주의자이자 시인 이오비아누스 폰타누스가 이곳 출생자이다. 그의 아버지가 내전으로 인해 사망하자, 그의 어머니는 그를 데리고 페루자로 탈출하였다.